# Vitvattssjön
Vitvattssjön är en sjö i Bergs kommun i Jämtland och ingår i Ljusnans huvudavrinningsområde. Sjön har en area på 0,659 kvadratkilometer och ligger 360,1 meter över havet.

## Delavrinningsområde
Vitvattssjön ingår i det delavrinningsområde (691428-144153) som SMHI kallar för Ovan Vitalmen. Medelhöjden är 374 meter över havet och ytan är 28,14 kvadratkilometer. Räknas de 43 avrinningsområdena uppströms in blir den ackumulerade arean 512,93 kvadratkilometer. Hoan som avvattnar avrinningsområdet har biflödesordning 2, vilket innebär att vattnet flödar genom totalt 2 vattendrag innan det når havet efter 231 kilometer. Avrinningsområdet består mestadels av skog (85 procent). Avrinningsområdet har 0,83 kvadratkilometer vattenytor vilket ger det en sjöprocent på 2,9 procent.